# Caloptilia teleodelta
Caloptilia teleodelta là một loài bướm đêm thuộc họ Gracillariidae. Nó được tìm thấy ở Ấn Độ (Maharashtra và Uttaranchal).
Ấu trùng ăn Flueggia microcarpa và Flueggia virosa. Chúng ăn lá nơi chúng làm tổ.